# テッド・スティーブンス・アンカレッジ国際空港
テッド・スティーブンス・アンカレッジ国際空港（テッド・スティーブンス・アンカレッジこくさいくうこう、英: Ted Stevens Anchorage International Airport）は、アメリカ合衆国のアラスカ州アンカレッジにある国際空港。街の10 km南西に立地している。
シアトル・タコマ国際空港に次ぐアラスカ航空のハブ空港となっている。また、隣接するフッド湖、スペナード湖が水上飛行機用発着場として整備され、日平均190便と世界一発着便が多く、当空港の特色となっている（地上滑走路も接続されている）。

## 歴史
- 1948年　フェアバンクス国際空港とともに、建設に着手
- 1951年12月　開港。滑走路長は東西方向が8400ft、南北方向が5000ft
  - 当初の路線網は、州内路線と米本土やカナダとの間に敷かれていた。ソビエト連邦（ソ連）は近隣にあったものの、冷戦下における最大の仮想敵国であり、定期便は就航していなかった
- 1953年　ターミナルビルが完工
- 1955年　南東端にアラスカ州軍航空隊のクーリス基地が開設（〜2011年）
- 1957年　東アジアとヨーロッパを結ぶ航路の中継地となりはじめる
- 1960年　東西方向の滑走路を10600ftに延長
  - 1960年代に航路の要衝として定着し、7つの航空会社が利用
- 1964年3月27日　アラスカ地震により管制塔が倒壊し、隣接するフッド湖の水上機用管制塔で代行
- 1970年代　石油開発とパイプライン建設が進み、旅客輸送が急増
- 1975年　隣接するフッド湖とスペナード湖が、水上機用空港として拡充される
- 1980年　南北方向の滑走路を10496ftに延長
  - 1980年代の石油価格暴落により、国際線中継地としての役割が重みを増す
  - 1990年代、1989年のソ連空域開放により旅客輸送が減少し、替わって貨物輸送が増え始める
- 1996年　南北方向の滑走路を11584ftに延長
- 2000年　アラスカ州の発展に功績があった同州選出のテッド・スティーブンス上院議員の名を冠するように改名
- 2011年　南東部/西滑走路の再建と1500ftの延長

### 極圏航路の要衝
1950年代後半以降、東アジア-ヨーロッパ間の航空路が活発化したが、多くは旧来の南回りヨーロッパ線で、所要時間は約20時間だった。最短距離のシベリアルートは当時の国際情勢から使用しづらく、次善の北回りヨーロッパ線（北極圏を通過する極圏航路）が次第に開設されたが、当時就航していた日本航空やエールフランス、スカンジナビア航空の主力機材であったダグラス DC-7Cやロッキード コンステレーションの航続距離では途中給油が必要だった。
このため、本空港が給油のための寄港（テクニカルランディング）に利用され、その後のボーイング707やダグラス DC-8などのジェット旅客機も、日本とアメリカ東海岸・中西部間の路線で、1970年代には韓国や中華民国（台湾）などとの路線による利用が拡大した。

### 給油寄港便の減少

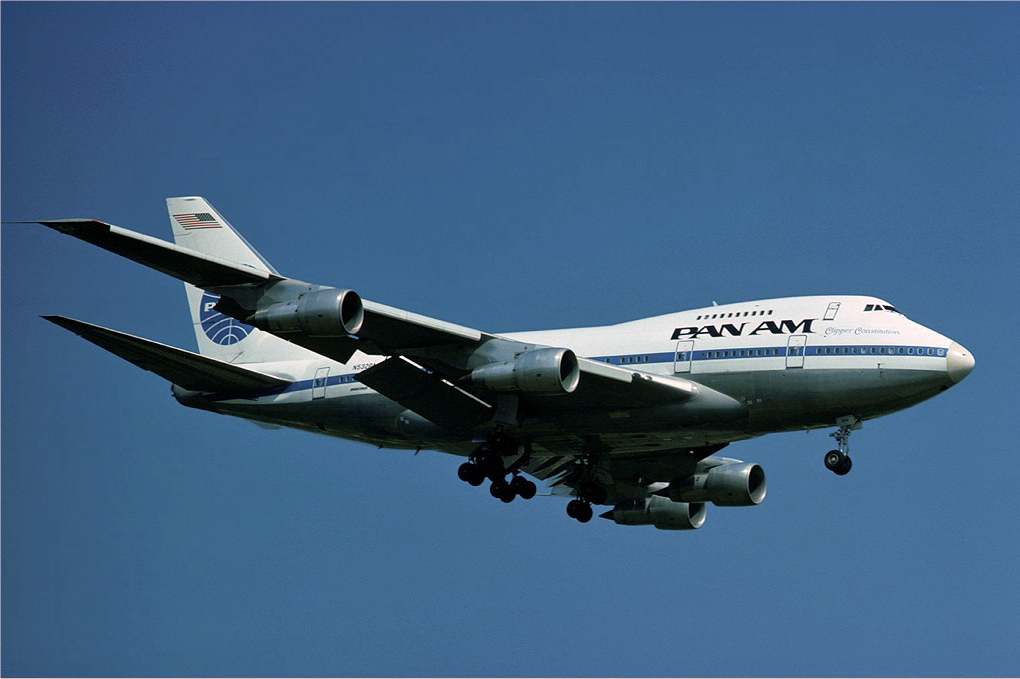
パンアメリカン航空のボーイング747-SP

一方で、1972年に日本航空がシベリア運航ルートを開設し、さらに1976年にパンアメリカン航空が東京‐ニューヨーク直行便運航のために特注したボーイング747-SPが就航した。また、1980年代中頃に、ボーイング747-200Bやマクドネル・ダグラス DC-10-30ERなど新型機導入が進むと、日本とヨーロッパやアメリカ東海岸との直行便が次々と開設され、寄港便数は減り始めた。
さらに、1989年以降のソビエト連邦政府の外貨獲得政策により、シベリアルートが領空通航料収入拡大のため積極開放策に転じると、日本航空も航路をシベリア経由に変更することとなり1991年10月31日の東京発デュッセルドルフ経由パリ便の寄港を最後に、アンカレッジ経由の北回りヨーロッパ線は翌日11月1日で廃止。他の航空会社も同様の動きを取り、この政策はその後のロシア連邦政府にも引き継がれ、1990年代中盤には、アンカレッジに寄港する国際線旅客便は数えるほどとなった。

### 貨物便の要衝に

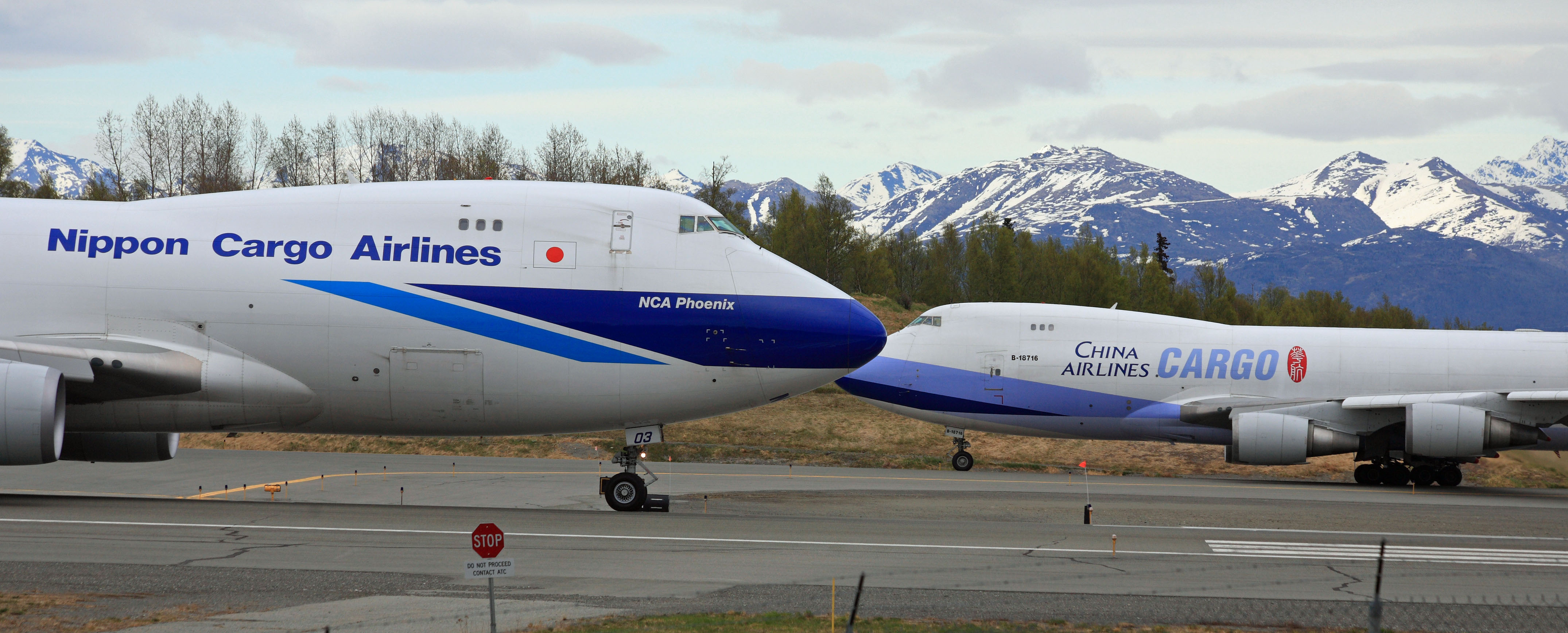
日本貨物航空とチャイナエアラインのボーイング747-400F貨物機

旅客便と入れ替わるように、それまではアラスカ州北方のフェアバンクス国際空港を給油拠点としていた長距離貨物便（アジアとヨーロッパ、及びアメリカ東海岸の諸都市を結ぶ便で、積載重量が大きい）の多くが、当空港に給油寄港するようになった。2020年の貨物取扱量は、メンフィス国際空港、香港国際空港、上海浦東国際空港に続く4位で、繁忙な貨物空港に変貌している。
背景として、アンカレッジは北半球のどの主要都市にも3～9時間で到達できる位置にあり、航空貨物を各地に捌く空路拠点（ハブ空港）として適すること、また広大な敷地面積により、物流基地の倉庫建設に適する点や、さらに旅客便が減少したことで貨物便の優先発着が24時間可能になった点がある。
アンカレッジ市自体も、鉄道交通や港湾施設へのアクセスにも優れており、歴史的に貿易拠点としても機能している。
加えて、航空貨物輸送において積載量増加の目的で給油量を意図的に減らすコスト軽減手法が一般化し、給油中継地の必要性が再認識されてきたことや、電子機器類や冷凍魚介類など軽量で高付加価値の航空輸送に向いた貨物需要の拡大など、航空貨物産業自体が成熟したことも挙げられる。
アンカレッジにハブを置く航空貨物関係の企業は、アメリカのフェデックス・エクスプレスやUPS航空を始め、日本貨物航空などを含め、30以上にのぼる。

### 近年の旅客便

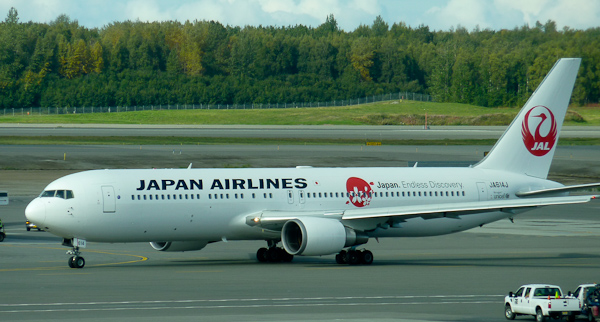
日本航空のボーイング767-300ER

直行便が廃止されたため、日本からアンカレッジに行くためには、シアトルやサンフランシスコで乗り継ぎが必要になった。そのために観光面で打撃を受けたアラスカ州政府による定期便再開が要望された。
2002年、日本航空が釣り客を主な対象にした夏季チャーター便の運航を開始し、2003年からはオーロラ観光客が集まる冬季へも運航期間を拡大した。このチャーター便の運航は約10年間続いたが、それ以降は同じアラスカ州のフェアバンクス国際空港に変更された。
2019年の旅客数は570万人で、国内線が主体だった。国際線は季節運航が多い。

## 日本との関わり
1960年代から1980年代にかけて、日本で唯一国際線を運航していた日本航空が、アメリカ線、ヨーロッパ線の中継地として利用したことから「アンカレッジ国際空港の最大のユーザー」と言われるほど経由便が多く、旅客便・貨物便を合わせて1日に十数機が寄航していた。
給油中の数時間、旅客は空港ターミナルビル内で過ごすことが可能で、乗り継ぎ客が待機するトランジットルームには日本語の看板を掲げた免税店など日本人客を主眼においた店舗が存在し、中でもうどん店が名物となっており、日本人対応のため日本語のできる従業員や日本料理の販売も行われていた。

### 逸話

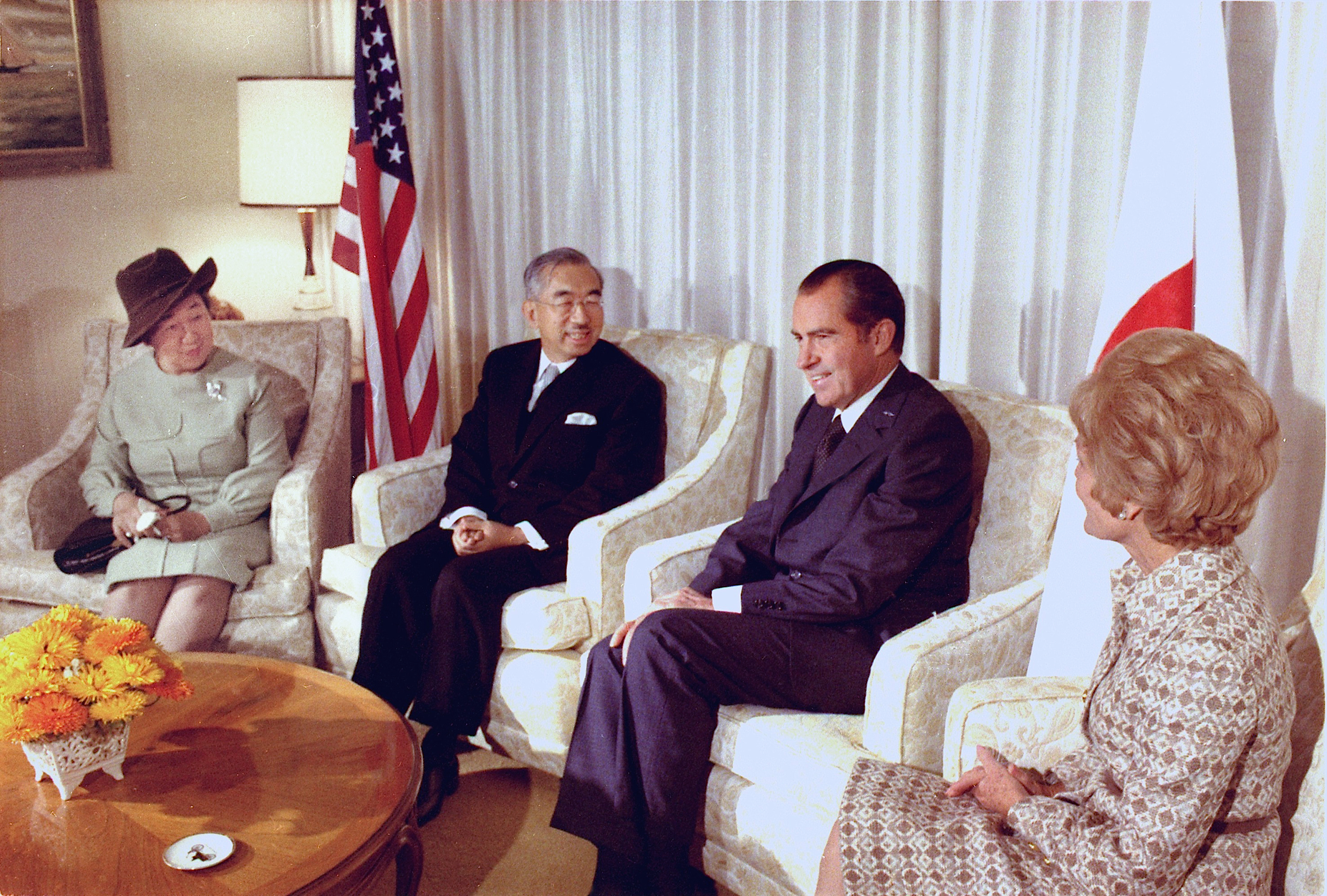
左から：香淳皇后、昭和天皇、リチャード・ニクソン、パット・ニクソン（1971年9月26日）

1971年9月26日、昭和天皇と香淳皇后は、1975年の初のアメリカ公式訪問に先立つヨーロッパ公式訪問の途上で、給油のためアンカレッジに、日本航空のお召機のダグラス DC-8で立ち寄っている。
昭和天皇にとっては、即位後最初の外遊であり、天皇として史上初めて外国の地に降り立ったことになる。
この時、大統領リチャード・ニクソン、パトリシア・ニクソン夫妻が、天皇と皇后を出迎えている。格納庫内で歓迎の辞・答辞が交わされた後、臨時の迎賓館に指定されたアラスカ地区軍司令官邸にて会談が行われた。これは、戦前も含め史上初の日米元首による顔合わせとなった。
実現のため日米間で事前交渉が積み重ねられ、日程や寄港地の調整（アンカレッジ国際空港から、近隣のエルメンドルフ空軍基地へ変更）が行われた。
当時は沖縄が依然としてアメリカ軍の占領下にあり、天皇のアメリカ訪問は時期尚早と見られていた。しかし沖縄返還を控え、また「繊維摩擦」などで日米関係がギクシャクするなか、両国関係を修復するための千載一遇の機会と捉えたニクソンは、ワシントンD.C.からアンカレッジまでわざわざ出向いて歓迎してみせたのだった。

## 就航路線
| 航空会社             | 就航地 |
| -------------------- | --- |
| アラスカ航空         | アダック、ベセル、コードバ、デッドホース、ディリンガム、フェアバンクス、ホノルル、ジュノー、カフルイ、キングサーモン、コディアック、コツビュ、ラスベガス、ロサンゼルス/LAX、ノーム、フェニックス、ポートランド(OR)、シアトル、ウトキアグヴィク、 季節:シカゴ/ORD、デンバー、コナ、ミネアポリス=セントポール、ソルトレイクシティ、サンフランシスコ |
| ユナイテッド航空     | デンバー、 季節:シカゴ/ORD、フェアバンクス、ヒューストン、ロサンゼルス/LAX、ニューアーク、サンフランシスコ |
| デルタ航空           | ミネアポリス=セントポール、ソルトレイクシティ、シアトル、 季節:アトランタ、デトロイト、ロサンゼルス/LAX、ニューヨーク/JFK |
| アメリカン航空       | 季節:シカゴ/ORD、ダラス、フェニックス |
| フロンティア航空     | 季節:デンバー |
| サンカントリー航空   | 季節:ミネアポリス=セントポール |
| レイブンアラスカ航空 | コールドベイ、ウナラスカ 季節:キングサーモン |
| エアカナダ           | 季節:バンクーバー |
| コンドル航空         | 季節:フランクフルト |
| アイスランド航空     | 季節:レイキャビク |
| ヤクーツク航空       | 季節:ペトロパブロフスク・カムチャツキー |

### 貨物便
| 航空会社                             | 就航地 |
| ------------------------------------ | --- |
| フェデックス・エクスプレス           | (北米) インディアナポリス、フォートワース・アライアンス空港、ロサンゼルス/LAX、メンフィス、ニューアーク、オークランド、シアトル/タコマ、トロント (太平洋) グアム (東アジア) 東京/成田、大阪/関西、ソウル/仁川、上海/浦東、広州、香港、台北/桃園 |
| ユナイテッド・パーセル・サービス     | (北米) シカゴ/RFD、ルイビル、ニューアーク、オンタリオ、ポートランド(OR)、シアトル/ボーイングフィールド (東アジア) 東京/成田、大阪/関西、ソウル/仁川、上海/浦東、台北/桃園、香港                                                                 |
| アトラスエア                         | (北米) シカゴ/ORD、シンシナティ、ニューヨーク/JFK、シカゴ/RFD、ロサンゼルス/LAX、マイアミ、 (東アジア) 東京/成田、ソウル/仁川、上海/浦東、長春、重慶、杭州、廈門 チャーター便 ペイン・フィールド、名古屋/中部、横田、嘉手納、烏山 他            |
| ポーラーエアカーゴ                   | (北米) シンシナティ、ロサンゼルス、ニューヨーク/JFK (東アジア) 東京/成田、ソウル/仁川、香港 |
| カリッタエア                         | (北米) シカゴ/ORD、ニューヨーク/JFK、シンシナティ、ロサンゼルス/LAX (東アジア) ソウル/仁川、上海/浦東、鄭州、合肥、香港 |
| ナショナル・エアラインズ (N8)        | (北米) シカゴ/ORD、ロサンゼルス、タルサ、トラヴィス (東アジア) 名古屋/中部、上海/浦東 |
| ウエスタン・グローバル・エアラインズ | (北米) ダラス/フォートワース、ロサンゼルス/LAX、ルイビル (東アジア) ソウル/仁川、上海/浦東、香港 |
| スカイ・リース・カーゴ               | (北米) シカゴ/ORD、マイアミ (東アジア) 鄭州、長沙 |
| アマゾン・エア                       | シアトル/タコマ、オンタリオ、ロサンゼルス/LAX、サンフランシスコ、デンバー、マイアミ |
| アラスカ航空カーゴ                   | シアトル/タコマ、アダック、ウトキアグヴィク、ベセル、マッドホール、デッドホース、ディリングハム、ジュノー、コディアック、コッツェブエ、ノーム                                                                                                   |
| アラスカ・セントラル・エクスプレス   | アニアック、ベセル、コールドベイ、ディリングハム、ウナラスカ、イリアムナ、ジュノー、キングサーモン、コディアック、ポート・ヘイデン、サンド・ポイント、シトカ、セント・ジョージ島、セント・ポール島                                              |
| エバーツ・エア・カーゴ               | ベセル、ディリングハム、エモナック、ガレーナ、キングサーモン、コッツェブエ、ノーム |
| フェデックス・フィーダー             | フェアバンクス、ホーマー、ジュノー、キーナイ、コディアック、シトカ |
| ノーザン・エア・カーゴ               | アニアック、ウトキアグヴィク、ベセル、デッドホース、ディリングハム、ノーム、レッド・ドック、ウナラクリート |
| リンデン・エアカーゴ                 | ベセル、コッツェブエ、ノーム |
| 日本貨物航空                         | シカゴ/ORD、ダラス/フォートワース、ニューヨーク/JFK、東京/成田 |
| エバー航空カーゴ                     | シカゴ/ORD、ダラス/フォートワース、ニューヨーク/JFK、アトランタ、大阪/関西、台北/桃園 |
| チャイナエアライン・カーゴ           | シカゴ/ORD、ダラス/フォートワース、マイアミ、サンフランシスコ、ロサンゼルス/LAX、ヒューストン、ニューヨーク/JFK、大阪/関西、台北/桃園 |
| 大韓航空カーゴ                       | シカゴ/ORD、ダラス/フォートワース、マイアミ、ニューヨーク/JFK、トロント、ハリファックス、グアダラハラ、ソウル/仁川 |
| アシアナ航空カーゴ                   | ロサンゼルス/LAX、アトランタ、マイアミ、ニューヨーク/JFK、ソウル/仁川 |
| 中国国際貨運航空                     | シカゴ/ORD、ダラス/フォートワース、ニューヨーク/JFK、北京、上海/浦東 |
| 中国貨運航空                         | シカゴ/ORD、アトランタ、上海/浦東 |
| 中国南方航空カーゴ                   | シカゴ/ORD、上海/浦東、広州、鄭州 |
| 金鵬航空                             | シカゴ/ORD、南通、鄭州、上海/浦東 |
| キャセイパシフィックカーゴ           | シカゴ/ORD、ダラス/フォートワース、アトランタ、コロンバス、ニューヨーク/JFK、ヒューストン、マイアミ、サンフランシスコ、ロサンゼルス/LAX、トロント、カルガリー、メキシコシティ、グアダラハラ、香港                                               |
| エティハドカーゴ                     | コロンバス、ハノイ |
| エチオピア航空カーゴ                 | アトランタ、ソウル/仁川、アディスアベバ |
| DHLアビエーション 運航はアトラスエア | チャールストン、ハンツビル |
| カーゴルックス                       | シカゴ/ORD、コロンバス、ニューヨーク/JFK、ロサンゼルス/LAX、上海/浦東、香港、シンガポール、小松 |
| カンタスフレイト 運航はアトラスエア  | シカゴ/ORD、ニューヨーク/JFK、シドニー、上海/浦東、バンコク |
| エアブリッジ・カーゴ                 | シンシナティ、香港 |

## 事故・事件
アンカレッジを経由する国際航路は、必然的に旧ソ連領空近くを長時間飛行するため、度々ソ連防空軍機によるスクランブル事件や強制着陸事件が発生し、国際情勢（冷戦）の影響を受けていた。特に、ふたつの大韓航空機事件は、冷戦下においてソ連の領空に隣接した航空路を飛行する危険性を改めて認識させることとなった。
- 1978年4月20日 - 大韓航空機銃撃事件：パリ発アンカレッジ経由ソウル行きの大韓航空ボーイング707が、コラ半島上空でソ連空軍のミサイル攻撃を受け不時着（死者2名、うち日本人1名）
- 1983年9月1日 - 大韓航空機撃墜事件：ニューヨーク発アンカレッジ経由ソウル行きの大韓航空ボーイング747が、サハリン沖上空でソ連空軍のミサイルにより撃墜（死者269名、うち日本人28名）

## 交通アクセス
- People Mover Route 7A (Dimond Center方面)
- タクシー
- レンタカー